# Platja del Rastell
La platja del Rastell, o platja del Rastrell, és una platja urbana del municipi de Roses (Alt Empordà), situada entre la platja Nova a llevant i la platja del Salatar a ponent. Aquestes platges, formen la localment anomenada platja Gran, que va des de la platja de Santa Margarida fins als espigons de la riera dels Ginjolers, amb un total de 1.300 metres.
La platja del Rastell té 800 m de longitud i 45 m d'amplada de sorra fina. Està flanquejada per un passeig marítim arbrat, amb restaurants i bars amb terrassa, botigues, etc. Gaudeix des del 2003 del certificat en qualitat ambiental EMAS i ISO 14.001.
Darrere de la platja, a pocs metres, hi ha la ciutadella de Roses, una fortificació militar amb restes arqueològiques.